# Dukkha
Dukkha (Pali दुक्ख; Sanskrit दुःख duḥkha, „schwer zu ertragen“) ist ein Schlüsselbegriff im Buddhismus, der meist als „Leiden“ übersetzt wird. Er ist zu unterscheiden von dukkhatā, der „Leidhaftigkeit“. Dukkha ist neben anatta (Sanskrit अनात्मन् anātman) „Unpersönlichkeit“ und anicca (Sanskrit अिनत्य, anitya) „Unbeständigkeit“ eines der drei Daseinsmerkmale und gleichzeitig der Zentralbegriff in den vier edlen Wahrheiten. Sie wurden von Siddhartha Gautama zunächst mündlich überliefert und erstmals in der Dhammacakkappavattana Sutta (saṃyutta nikaya 56.11) verschriftlicht, sie gilt als die erste Lehrrede nach dem bodhi („Erwachen“) des Buddha.

## Bedeutung
Das Wortfeld umfasst „Leiden, Kummer, Elend“ und steht im Gegensatz zum Begriff sukha (Sanskrit सुख sukha), der Wohlsein, Behagen und Glück bedeutet. Im Englischen wird dukkha meist mit suffering oder stress übersetzt. In den im Pali-Kanon überlieferten buddhistischen Lehrreden wird dukkha als eines der Drei Daseinsmerkmale (ti-lakkhana) und als Zentralbegriff in den „Vier Edlen Wahrheiten“ (ariyasācca) genannt.
Dukkha gilt als universelles Charakteristikum aller Phänomene im Daseinskreislauf (Samsara). Das heißt, das gilt nicht für Nirwana, da es das Überwinden von dukkha ist. Das Überwinden der Ursachen (das Begehren) hängt mit der Einsicht zusammen, dass die Dinge unbeständig (anicca) und wesenlos (anatta) sind und uns darum auf Dauer nicht glücklich machen können, also früher oder später leidvoll (dukkha) sind. Im Zusammenhang mit den Vier Edlen Wahrheiten werden drei Aspekte von dukkha betrachtet:
1. dukkha im gewöhnlichen Sinn als Leiden (dukkha-dukkha); so etwa leidvolle körperliche Empfindungen, Gebären und Geboren-werden, Aufwachsen und Aufziehen von Kindern, Krankheit, Altern, Sterben sowie sich um Kranke, Alternde und Sterbende zu kümmern. Diese erste Art des Leidens lässt sich mildern, wenn der Mensch bereit wird, Körper und Geist anzunehmen und zu erkennen, dass physische und psychische Irritationen zum menschlichen Leben dazugehören.
2. dukkha verursacht durch Veränderungen (viparinama-dukkha): So ist das Menschsein etwa in der Welt veränderlich, das Leiden damit unvermeidlich, solange der Mensch die Faktizität nicht vollkommen akzeptiert, dass Bedingtes sich ändert, sobald sich auch nur eine der es verursachenden Bedingungen verändert. Eine Linderung kann dadurch eintreten, dass der Mensch hinsichtlich seiner Bedürfnisse und Wünsche reift und lernt, sich gelassen in die Veränderlichkeit und damit auch die Vergänglichkeit alles Bedingten einzufügen.
3. dukkha verbunden mit den Willenstätigkeiten (samkhara-dukkha): Es ist das Leiden, das aus der irrigen Überzeugung wächst, der Mensch habe oder sei ein festes ‚Selbst‘, ein ‚kernhaftes Ich‘, ein beständiges ‚Subjekt‘, das im Leben die Freuden und Schmerzen erfährt. Dieses ‚Ich‘ oder ‚Selbst‘ stellt sich als eine ‚narrative Fiktion‘, als eine Illusion heraus, eine Vorstellung oder Geschichte, die Menschen über sich selbst erzählen und dadurch an ein ‚substanziellen Wesen‘ glaubten. Solange Menschen an dieser Vorstellung festhalten, wird der Leidensprozess aufrechterhalten. Erleuchtung wird zum Loslassen und Überwindung jener grundlegenden Selbsttäuschung, zur Erkenntnis, dass es nichts zu verlieren und nichts zu gewinnen gibt, weil da kein substanzielles Wesen existiert, das etwas verlieren oder gewinnen könne.

## Dukkha als Gefühl
Das Paliwort dukkha steht im gewöhnlichen Sprachgebrauch für Leiden, Kummer, Elend im Gegensatz zu sukha, das Wohlsein, Behagen, Glück bedeutet. Im übertragenen Sinne bedeutet dukkha Leiden, Leidunterworfensein, Unzulänglichkeit, Elend, Übel, Schmerz, Verletzung, Unbefriedigtheit: also die spannungsreiche Qualität aller Erfahrungen, die von Verlangen, Anhaften und Ich-Sucht begleitet werden.

## Die vier edlen Wahrheiten über das Leiden
Die erste der vier edlen Wahrheiten beschreibt dukkha und typische Erfahrungen fühlender Wesen, die als leidvoll empfunden werden, was durch die physischen und mentalen Vorgänge (Skandha) bedingt ist, an denen angehaftet wird und mit denen man sich identifiziert.

„Und was ist die Edle Wahrheit von Dukkha? Geburt ist Dukkha; Altern ist Dukkha; Tod ist Dukkha; Kummer, Klagen, Schmerz, Trauer und Verzweiflung sind Dukkha; nicht bekommen, was man sich wünscht, ist Dukkha; kurz, die fünf Daseinsgruppen, an denen angehaftet wird, sind Dukkha.“

In der buddhistischen Philosophie gibt es insgesamt sechs Sinne, die klassischen fünf und als sechsten das Denken. Wobei alle sechs Sinne als mentale Vorgänge zu verstehen sind. Die fünf Daseinsgruppen (Körperlichkeit, Gefühl, Wahrnehmung, Willenstätigkeit und Bewusstsein) können dementsprechend nochmal in Geistiges (nama) und die körperlichen fünf Sinne (rupa) eingeteilt werden. Diese fünf Gruppen (Skandhas; Sanskrit skandhāḥ; Pāli khandha) sind durch das Anhaften und Aneignen dieser mentalen Vorgänge leidvoll, sie werden als die Gruppen des Anhaftens (pañca upādānaskandhāḥ) bezeichnet. Aus dieser gefärbten Sichtweise erscheinen die Dinge dann auch in einer verzerrten Perspektive.
In der zweiten edlen Wahrheit wird die Ursache für das Leidvolle und die Unzulänglichkeit genannt: das Begehren (tanha). In der dritten Wahrheit verkündet Buddha, dass er ein Ende und das Erlöschen dieses Leidens gefunden hat (nirodha). Und in der vierten Wahrheit legt er den Weg, der zum Beenden des Leidens führt dar, der als Edler Achtfacher Pfad (magga) beschrieben wird und als zentrales Element der buddhistischen Lehre gilt.